# Parafia św. Jadwigi Śląskiej w Miłkowie
Parafia św. Jadwigi Śląskiej w Miłkowie – parafia rzymskokatolicka w dekanacie Mysłakowice w diecezji Legnickiej. Jej proboszczem jest ks. Zbigniew Kulesza.  